# Asamblea Parlamentaria de la OTAN

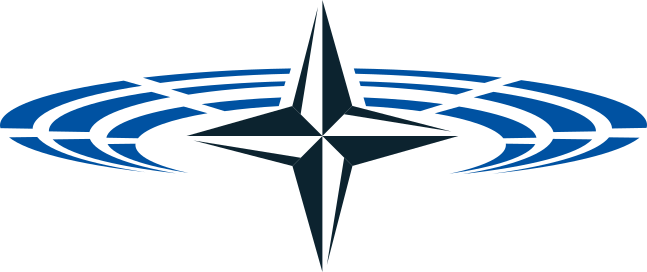
Logo

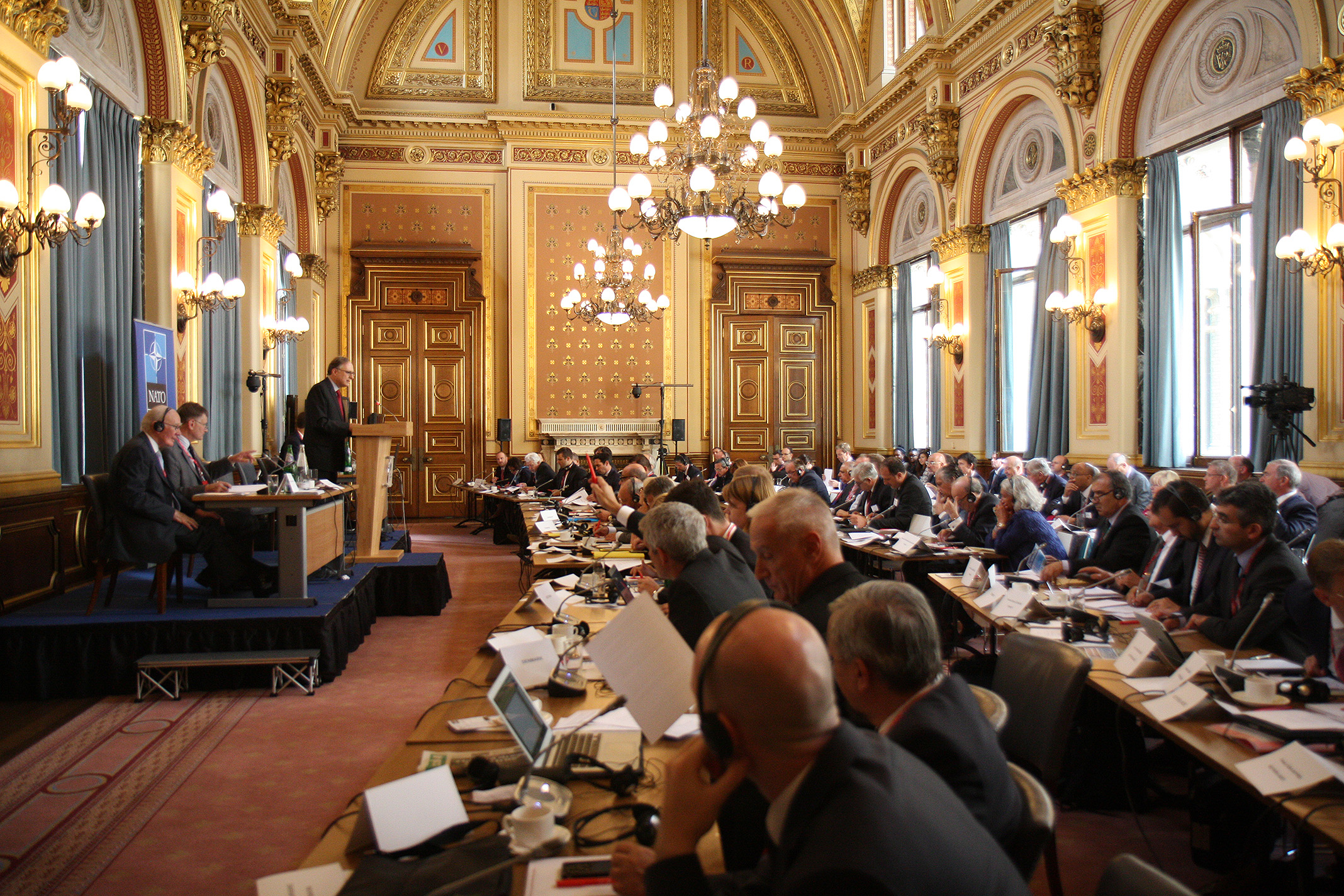
Asamblea Parlamentaria de la OTAN, 2014

La Asamblea Parlamentaria de la OTAN es la organización interparlamentaria de los legisladores nacionales de los Estados miembros de la Organización del Tratado del Atlántico Norte (OTAN), así como de otros 18 países asociados. La asamblea tiene una función simplemente consultiva, provee un foro fundamental para el diálogo interparlamentario en asuntos de seguridad, política y defensa. Su principal objetivo es promover el entendimiento mutuo entre los parlamentarios sobre los principales retos de seguridad a los que se enfrenta la asociación transatlántica. Las discusiones y los debates de la asamblea suponen una contribución importante para el desarrollo del consenso que marca las políticas de la OTAN.
La asamblea tiene su sede en Bruselas, donde trabajan unos 30 empleados permanentes, y celebra sus reuniones en las ciudades de los Estados miembros que estos proponen. La reunión más importante es la Asamblea General, que se reúne dos veces al año.